# Adam Václavík
Adam Václavík (ur. 18 lutego 1994 w Jilemnice) – czeski biathlonista, uczestnik igrzysk olimpijskich, mistrzostw świata oraz mistrzostw świata juniorów.

## Osiągnięcia

### Igrzyska olimpijskie
| Rok  | Miejscowość | Konkurencje | Konkurencje | Konkurencje | Konkurencje | Konkurencje | Konkurencje | Konkurencje |
| Rok  | Miejscowość | IN          | SP          | PU          | MS          | RL          | MR          | SR          |
| ---- | ----------- | ----------- | ----------- | ----------- | ----------- | ----------- | ----------- | ----------- |
| 2018 | Pjongczang  | 67.         | 73.         | nd.         | nd.         | nd.         | nd.         | nd.         |
| 2022 | Pekin       | nd.         | 59.         | 44.         | nd.         | 19.         | nd.         | nd.         |

### Mistrzostwa świata
| Rok  | Miejscowość | Konkurencje | Konkurencje | Konkurencje | Konkurencje | Konkurencje | Konkurencje | Konkurencje |
| Rok  | Miejscowość | IN          | SP          | PU          | MS          | RL          | MR          | SR          |
| ---- | ----------- | ----------- | ----------- | ----------- | ----------- | ----------- | ----------- | ----------- |
| 2017 | Hochfilzen  | nd.         | 34.         | 54.         | nd.         | nd.         | nd.         | nd.         |
| 2020 | Anterselva  | nd.         | 64.         | nd.         | nd.         | nd.         | nd.         | nd.         |
| 2023 | Oberhof     | 81.         | 24.         | 51.         | nd.         | nd.         | nd.         | nd.         |
| 2025 | Lenzerheide | nd.         | 74.         | nd.         | nd.         | nd.         | nd.         | nd.         |

### Mistrzostwa świata juniorów
| Rok  | Miejscowość  | Konkurencje | Konkurencje | Konkurencje | Konkurencje | Konkurencje | Konkurencje | Konkurencje |
| Rok  | Miejscowość  | IN          | SP          | PU          | MS          | RL          | MR          | SR          |
| ---- | ------------ | ----------- | ----------- | ----------- | ----------- | ----------- | ----------- | ----------- |
| 2013 | Obertilliach | nd.         | nd.         | nd.         | nd.         | 6.          | nd.         | nd.         |
| 2014 | Presque Isle | 17.         | 22.         | 23.         | nd.         | 9.          | nd.         | nd.         |
| 2015 | Mińsk        | 7.          | 7.          | 10.         | nd.         | 6.          | nd.         | nd.         |

### Mistrzostwa Europy
| Rok  | Miejscowość          | Konkurencje | Konkurencje | Konkurencje | Konkurencje | Konkurencje | Konkurencje | Konkurencje |
| Rok  | Miejscowość          | IN          | SP          | PU          | MS          | RL          | MR          | SR          |
| ---- | -------------------- | ----------- | ----------- | ----------- | ----------- | ----------- | ----------- | ----------- |
| 2013 | Bansko               | 8.          | 23.         | 8.          | nd.         | nd.         | 9.          | nd.         |
| 2014 | Nové Město na Moravě | 43.         | 2.          | 3.          | nd.         | 6.          | nd.         | nd.         |
| 2015 | Otepää               | 7.          | 8.          | 7.          | nd.         | 7.          | nd.         | nd.         |
| 2016 | Tiumeń               | nd.         | 17.         | 44.         | 17.         | nd.         | 11.         | ?.          |

### Puchar Świata

#### Miejsca w klasyfikacji generalnej
| Sezon     | Miejsce |
| --------- | ------- |
| 2015/2016 | -       |
| 2016/2017 | 68.     |
| 2017/2018 | 91.     |
| 2018/2019 | -       |
| 2019/2020 | 70.     |
| 2020/2021 | -       |
| 2021/2022 | 52.     |
| 2022/2023 | 90.     |
| 2023/2024 | 74.     |
| 2024/2025 | 54.     |